# Can Ros (Garrigoles)
Can Ros és una obra de Garrigoles (Baix Empordà) inclosa a l'Inventari del Patrimoni Arquitectònic de Catalunya.

## Descripció
Edifici de grans proporcions, situat a ponent del poble de les Olives. Consta d'una cos principal i un conjunt de construccions annexes. El nucli principal té planta baixa i un pis, llevat de la part esquerra, on el desnivell del terreny genera un petit pis inferior, amb una finestra rectangular i una porta d'arc rodó. Les obertures de la façana principal, emmarcades en pedra, són allindades, llevat de la porta principal, que és d'arc carpanell. Al damunt d'aquesta porta hi ha, esculpit, l'emblema.

## Història
Can Ros va ser bastida durant el segle xviii (a la llinda de la finestra central de la façana principal hi ha la data del 1786).